# Ela Pitam
Ela Pitam (Hebreeuws: אלה פיטם) (Riga, 10 februari 1977) is een Israëlische schaakster met een FIDE-rating van 2291 in 2005 en 2259 in 2015. Zij is, sinds 1997, een grootmeester bij de dames (WGM). 

## Biografie
Pitam begon het schaken te studeren in Letland. In 1990 nam ze deel aan het Open Schaakkampioenschap van Letland.
In 1991 verliet Pitam de Sovjet-Unie en vestigde zich in Israël. Ze studeerde af aan de Universiteit van Haifa. 
Van 1992 tot 1997 nam ze deel aan het Europees schaakkampioenschap voor jeugd en het wereldkampioenschap schaken voor jeugd. Haar beste resultaat was in 1994 plaats 3 in het EK voor meisjes tot 18 jaar in Chania.
In mei 1998 won Pitam in Dresden het zonetoernooi voor het WK schaken voor vrouwen.
Pitam nam deel aan het knock-outtoernooi van het wereldkampioenschap schaken voor vrouwen in 2000 in New Delhi en werd in ronde 1 uitgeschakeld door Ekaterina Kovalevskaya.
In 2000 werd ze schaakkampioen van Israël bij de vrouwen.
In 2001 werd ze Tel-Aviv gedeeld derde op het Internationale Vrouwentoernooi, dat werd gewonnen door Ildikó Mádl.
Pitam speelde voor Israël in de Schaakolympiade voor vrouwen:
- in 1996 aan het eerste reservebord in de 32e Schaakolympiade (vrouwen) in Jerevan (+8 =3 –1) en won een individuele zilveren medaille
- in 1998 aan bord 2 in de 33e Schaakolympiade (vrouwen) in Elista (+4 =7 –1)
- in 2000 aan bord 2 in de 34e Schaakolympiade (vrouwen) in Istanboel (+4 =2 –5)
- in 2010 aan bord 3 in de 39e Schaakolympiade (vrouwen) in Chanty-Mansiejsk (+3 =1 –3)

Pitam speelde voor Israël in het Europees schaakkampioenschap voor landenteams:
- in 1997, aan bord 2 in het 2e EK landenteams (vrouwen) in Pula (+2 =2 –1)
- in 1999, aan bord 2 in het 3e EK landenteams (vrouwen) in Batoemi (+2 =5 –2)
- in 2009, aan bord 3 in het 8e EK landenteams (vrouwen) in Novi Sad (+3 =1 –3)